# 王德靖
王德靖（1951年11月—），土家族，湖南保靖人。1978年6月加入中国共产党。吉首民族师范学校毕业，大专文化。历任中共保靖县委常委、宣传部长、副书记；湘西州委组织部副部长；保靖县委书记；邵阳市委常委、组织部长等职。2000年4月任湖南省人事厅副厅长，2003年2月任湖南省民族事务委员会主任、党组书记。